# Jeremy Jackson
Jeremy Dunn Jackson (Newport Beach, 16 ottobre 1980) è un attore e cantante statunitense.

## Biografia
Ha debuttato in televisione nel 1984, nella soap opera Santa Barbara.
Molto conosciuto a livello internazionale per il ruolo di Hobie Buchannon nella popolare serie televisiva Baywatch nel corso degli anni novanta, impersonato a partire dalla seconda stagione (nella prima stagione, infatti, il personaggio era interpretato da Brandon Call), Jackson ha ricevuto importanti riconoscimenti per questa serie quali tre nomination agli Young Artist Awards negli anni dal 1992 al 1994.
Durante l'adolescenza ebbe problemi per abuso di droga che lo costrinsero a un lungo periodo di riabilitazione, ma l'attore stesso dichiarò di aver superato questa dipendenza, e di essere pulito e sobrio a partire dal 2000.
Ha sposato Loni Willison dalla quale ha divorziato dopo 7 anni a causa dei suoi maltrattamenti nei confronti della donna.

## Filmografia

### Cinema
- Shout, regia di Jeffrey Hornaday (1991)
- Expose, regia di W.A.S. (2005)
- Tombstone Brides, regia di Victor Mathieu - cortometraggio (2010)
- Blood Effects, regia di Hank Braxtan (2011)
- Dreams, regia di Vaughn Goland e Thomas Walton (2013)

### Televisione
- Santa Barbara – serial TV (1984)
- The Bulkin Trail, regia di Michael J. Nathanson – film TV (1992)
- Thunder Alley – serie TV, episodi 1x06-1x08 (1994)
- Baywatch – serie TV, 158 episodi (1991-1999)
- Baywatch - Matrimonio alle Hawaii (Baywatch: Hawaiian Wedding), regia di Douglas Schwartz – film TV (2003)
- Ring of Darkness - Il cerchio del diavolo (Ring of Darkness), regia di David DeCoteau – film TV (2004)
- The Melt – serie TV, episodio 1x01 (2012)
- DTLA – serie TV, 4 episodi (2012)

## Discografia

### Album
- 1994 - Number One
- 1995 - Alwayshh

### Singoli
- 1994 - I Need You (con gli America)
- 1994 - Looking For My Number 1
- 1995 - You Can Run
- 1995 - French Kiss
- 1995 - I'm Gonna Miss You
- 1997 - Yoccccu Really Got It Going On